# Verraco de Toro
El Verraco de Toro es una escultura zoomorfa típica de entre los verracos celtibéricos del 1. milenio a. C., expuesta en la localidad de Toro (Zamora, Castilla y León). Es una estructura de granito, piedra proveniente de la provincia de Ávila.
Como en el caso de otros verracos, el animal esculpido no es fácilmente identificable como puerco o toro, pero es posible que el nombre de la localidad esté asociado a este ídolo antiguo, atribuyéndose ello al siglo X, cuando Alfonso III de Asturias conquistó la ciudad a los musulmanes, y viendo el monumento, se dio el nombre a la plaza
Durante muchos años estuvo a la entrada a la ciudad, frente a la Puerta de Santa Catalina, pero en 2018, tras una restauración y su disposición en pedestal adecuado, se colocó frente al Alcázar de Toro.